# Euskaltegi

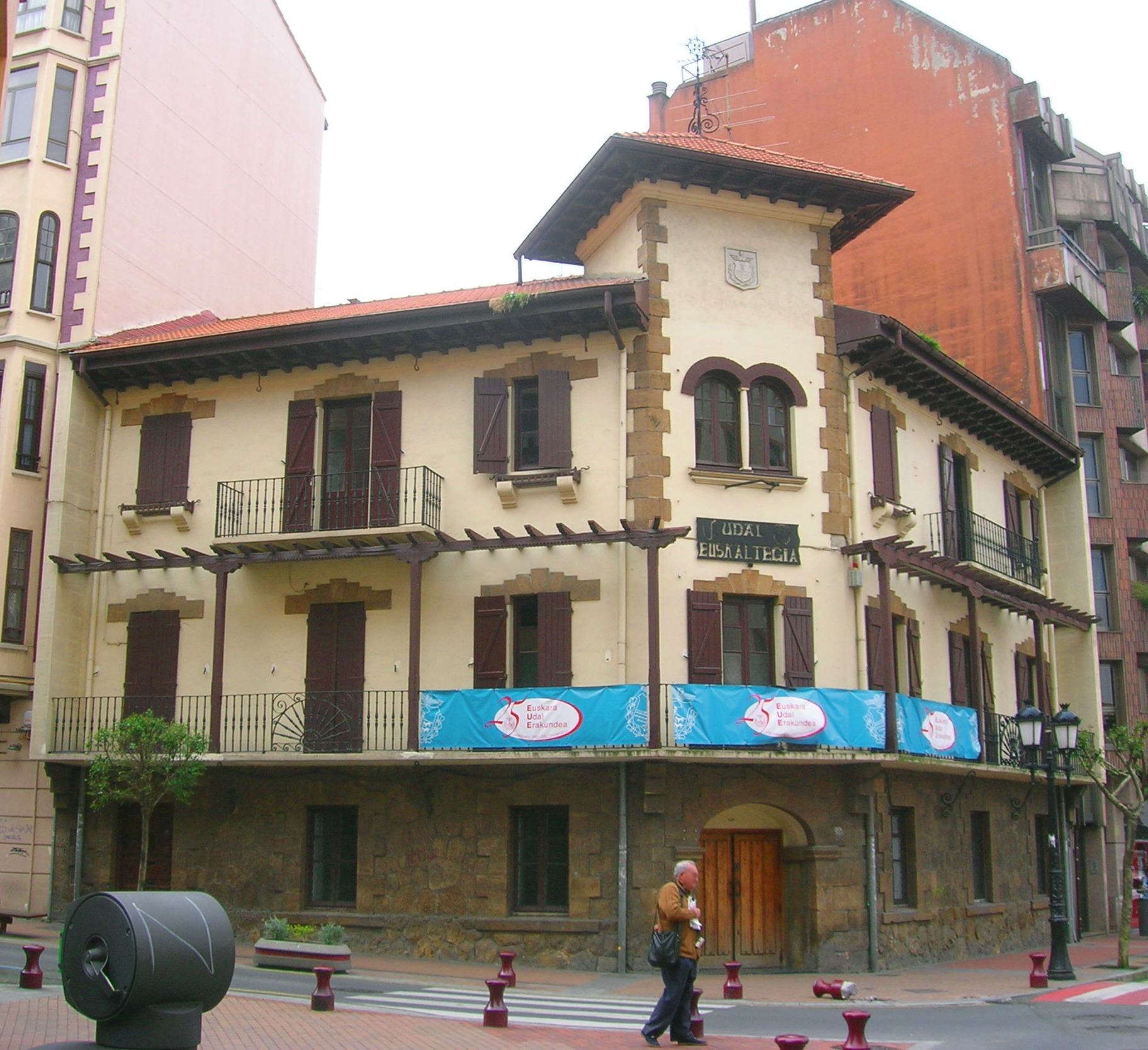
Euskaltegi municipal de Baracaldo, en Vizcaya (España).

Se denomina euskaltegi (pronunciado "euskaltégui") a los centros de enseñanza de la lengua vasca orientados, mayoritariamente, para la enseñanza a adultos. Los euskaltegis se encuentran fundamentalmente en España, en las comunidades autónomas de Euskadi y Navarra. También existen en el País Vasco Francés y en centros culturales vascos (euskal etxea) distribuidos por el mundo. Actualmente existen 102 euskaltegis y centros de autoaprendizaje de euskera. Hay dos tipos de euskaltegis dependiendo de su titularidad:
- Euskaltegis públicos: dependientes de ayuntamientos. Se denominan udal euskaltegiak y existen 39 de tales euskaltegis en Euskadi (2023).[1]
- Euskaltegis privados: dependiente de organismos o personas privadas.

La mayoría de euskaltegis de titularidad privada se agrupan en federaciones, entre las que destacan Alfabetatze Euskalduntze Koordinakundea (AEK), Elkarlan euskaltegiak e Ikastari Kultur Elkartea (IKA). 
Aquellos euskaltegis donde se puede realizar estudios en régimen de internado reciben el nombre de barnetegi (pronunciado «barnétegui»).

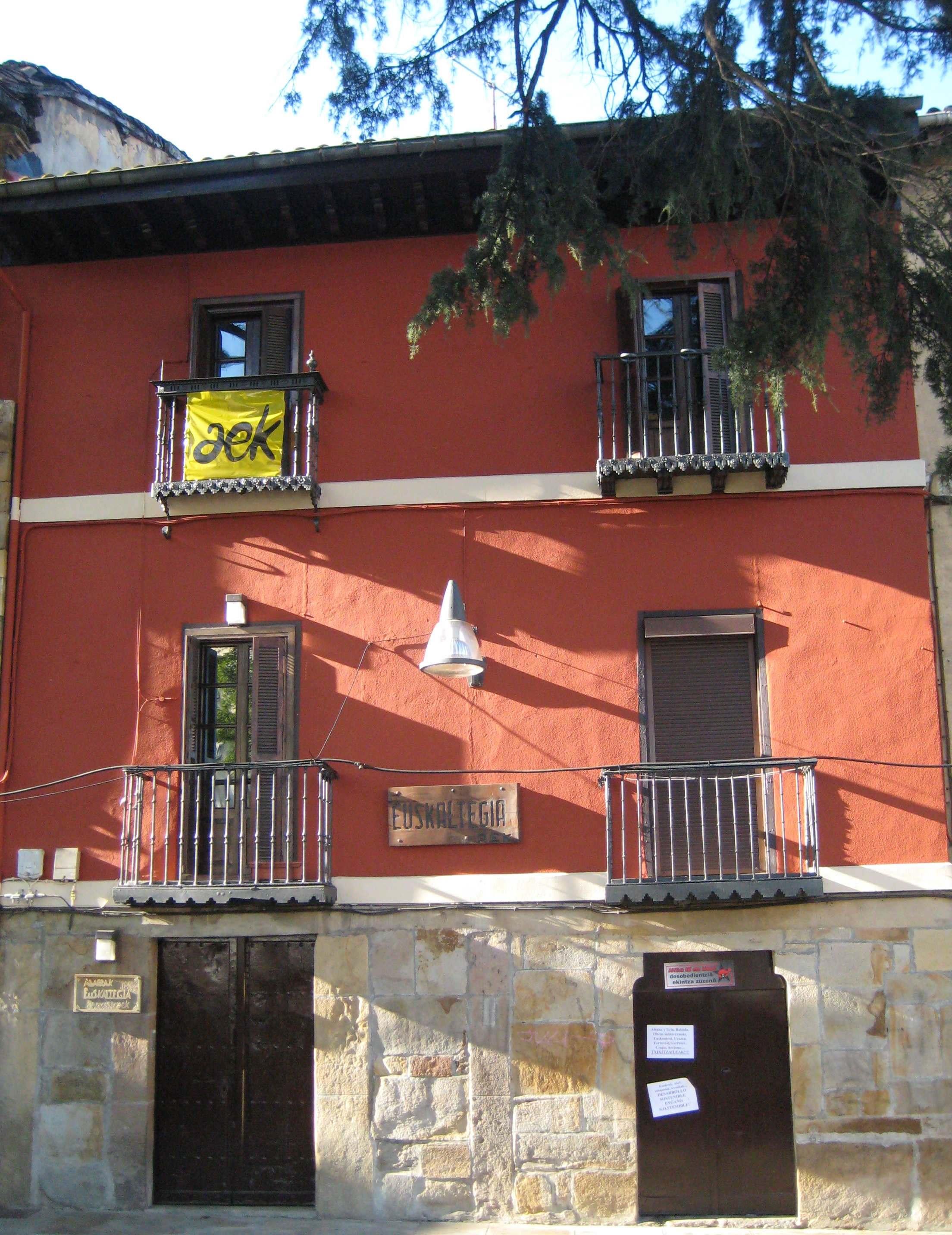
Euskaltegi Abarrak, de AEK, en Durango, Vizcaya.

## Etimología del término
El término euskaltegi está compuesto por las palabra vasca euskal, que alude a la "lengua vasca" y -tegi que indica  "lugar", por lo que el término se puede traducir por "lugar del euskera". Barnetegi está compuesto por barne que quiere decir "interno" por lo que el término se significa "lugar de internos".